# Dražeň
Dražeň är en ort i Tjeckien.   Den ligger i regionen Plzeň, i den västra delen av landet, 80 km väster om huvudstaden Prag. Dražeň ligger 534 meter över havet och antalet invånare är 135.
Terrängen runt Dražeň är lite kuperad. Runt Dražeň är det ganska tätbefolkat, med 248 invånare per kvadratkilometer. Närmaste större samhälle är Třemošná, 14,5 km sydost om Dražeň. I omgivningarna runt Dražeň växer i huvudsak blandskog.